# ルイジアナ・ヘイライド

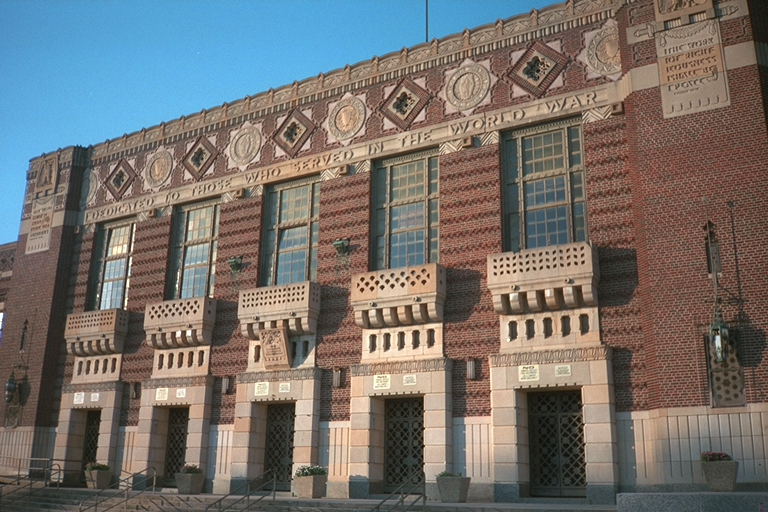
シュリーブポート市立記念講堂

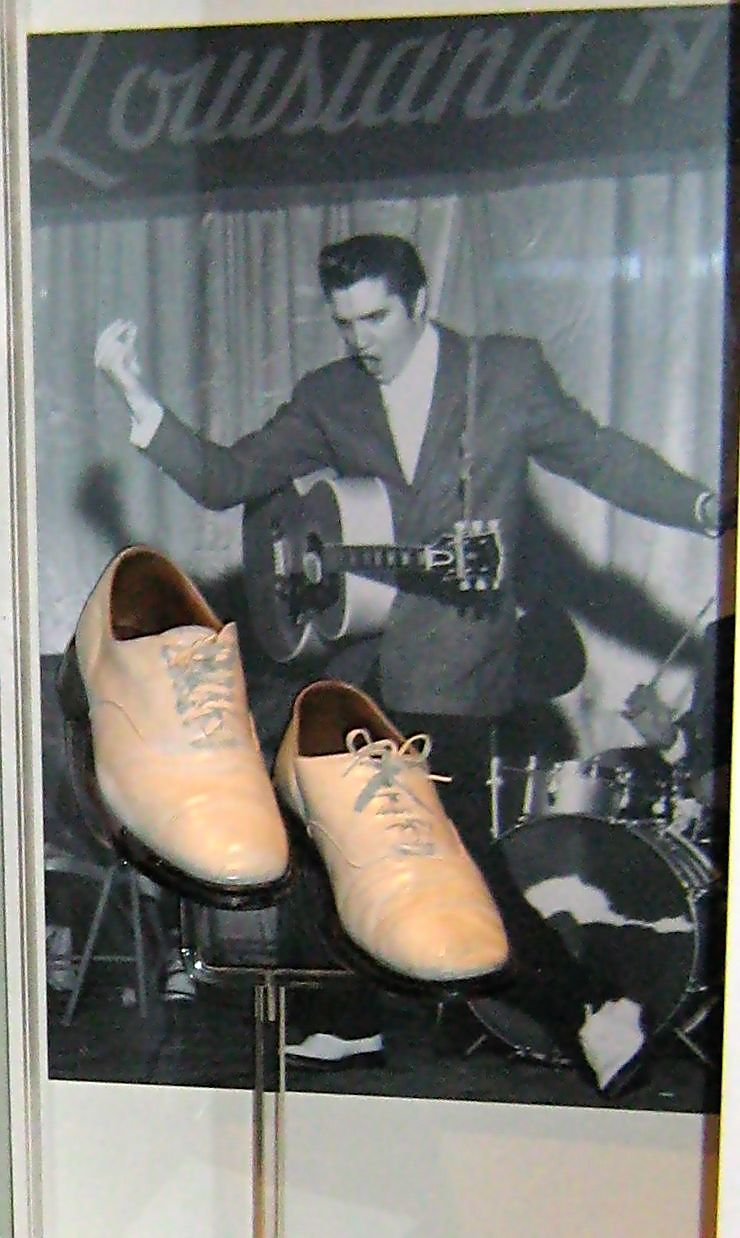
ルイジアナ・ヘイライドで歌うエルビス・プレスリー

ルイジアナ・ヘイライド（英語: Louisiana Haydide）は、アメリカ・ルイジアナ州シュリーブポートで行われたカントリーミュージックのショーで、始めラジオで、後にテレビでも広く放送された。

## 概要
ルイジアナ・ヘイライドは、アメリカ・ルイジアナ州シュリーブポートの「シュリーブポート市立記念講堂」からラジオ（KWKH）で放送され、その後のテレビでも放映されたカントリーミュージックショーであり、1948年から1960年までの全盛期に、アメリカのカントリーミュージックとウェスタンミュージックの著名人のキャリアをスタートさせるのに役立った。
ハンク・ウィリアムズは、グランド・オール・オプリからの最初に拒否された後、1948年にルイジアナ・ヘイライドで演奏を始めた。彼は1952年8月11日にオプリから解雇された後、1953年元旦に亡くなる少し前にヘイライドに戻った。エルビス・プレスリーは1954年にルイジアナ・ヘイライドのラジオ版の番組に初めて出演し、テレビ版には1955年3月3日に初めて出演した。

## 参照項目
- グランド・オール・オプリ